# Vasilij
Vasilij je moško osebno ime.

## Izvor imena
Ime Vasilij je ime, ki smo ga Slovenci dobili od Rusov, izhaja pa toko kot ime Bazilij iz latinskega imena Basilius, le to pa iz grškega Βασιλειος  (Basíleios), ki je nastalo iz grške besede βασιλειος (basíleios) v pomenu »kraljev, kraljevski«

## Izpeljanke imena
- moške oblike imena: Bazilij, Bazilio, Vasa, Vase, Vasil, Vasilijan, Vasilije, Vasilij,  Vasiljko, Vasilko, Vasja, Vasjan, Vasjo, Vasko, Vaso
- ženska oblika imena: Vasilija.

## Tujejezikovne oblike imena
Vasilij oziroma Bazilij je pri Angležih Basil, pri Francozih Basile, pri Poljakih Bazyli, Wasyl, pri Čehih, Slovakih, Srbih in Bolgarih Vasil, pri Nemcih Basilius, pri Romunih Vasile in pri Madžarih Bazil.

## Pogostost imena
Po podatkih Statističnega urada Republike Slovenije je bilo na dan 31. decembra 2007 v Sloveniji 121 oseb z imenom Vasilij.

## Osebni praznik
V koledarju je ime Vasilij omenjeno skupaj z imenom Bazilj, god praznujeta 2. januarja.

## Znane osebe
- Vasilij Bljuher, sovjetski maršal
- Vasilij Žbogar, slovenski jadralec